# Introductio in analysin infinitorum
Introductio in analysin infinitorum (Introdução à análise do infinito) é um trabalho de dois volumes escrito por Leonhard Euler que introduz as bases da análise matemática. Escrito em latim e publicado em 1748, o Introductio contêm 18 capítulos na primeiro volume e 22 capítulos no segundo.